# Stade Giuseppe-Sivori
Le stade Giuseppe-Sivori (en italien : Stadio Giuseppe Sivori) est un stade de football italien situé à Pila sul Gromolo, quartier de la ville de Sestri Levante, en Ligurie.
Le stade, doté de 1 500 places et inauguré en 1945, sert d'enceinte à domicile à l'équipe de football de l'Unione Sportiva Sestri Levante.
Il porte le nom de Giuseppe Sivori, ancien footballeur des années 1930 mort durant la Seconde Guerre mondiale et originaire de la ville.

## Histoire
Dans les années 1940, la municipalité de Sestri Levante cherche un terrain pour faire construire un stade de football. Grâce à la marquise Negrotto Cambiaso Giustiniani, une zone est trouvée.
Le stade ouvre ses portes en 1945 (pour des travaux de construction de 15 millions de lires). Il est inauguré le 18 novembre 1945 lors d'un match nul 0-0 en amical entre les locaux de l'US Sestri Levante et de l'AC Spezia.
Rénovée pour la première fois en 2003 avec la construction d'une deuxième tribune, en 2007, il est rénové une seconde fois, et sa capacité est augmentée à 1 500 places.
Le 4 février 2006 a lieu pour la première fois un match au stade retransmit à la télévision nationale (sur la chaîne Rai Sport Più), la rencontre de Serie D entre l'US Sestri Levante et Sangimignano Sport.
En décembre 2012, la pelouse est rénovée.